# Timothy Peake
Pour les articles homonymes, voir Peake.
Timothy Peake est un astronaute britannique né le 7 avril 1972 à Chichester, Sussex, recruté en 2009 lors de la 3e sélection d'astronautes de l'Agence spatiale européenne. C'est un ancien pilote d'hélicoptère dans l'armée britannique (Army Air Corps) avec le grade de commandant (major). Il est le premier citoyen britannique à être sélectionné comme astronaute par l'ESA. Peake a commencé l'entraînement intensif des astronautes en septembre 2009 et est diplômé le 22 novembre 2010.

## Biographie
Peake a étudié à Chichester High School for Boys (en) jusqu'en 1990, puis à la Royal Military Academy de Sandhurst. Après sa sortie de l'école en 1992, Peake a servi comme chef de peloton dans le régiment des Royal Green Jackets, aujourd'hui disparu. Peake a été breveté pilote d'hélicoptère en 1994, puis instructeur de vol en 1998. En 2005, il est diplômé de l'Empire Test Pilots School (en), où il s'est vu décerner le Trophée Westland du meilleur étudiant dans la section « voilure tournante ». Peake a complété un bachelor of science en dynamique de vol et évaluation à l'université de Portsmouth, l'année suivante. Peake a quitté l'armée en 2009 après 17 années de service et plus de 3000 heures de vol à son actif, pour devenir pilote d'essai chez AgustaWestland,.
Peake a été sélectionné parmi plus de 8 000 autres candidats pour l'une des six places sur le programme de formation des astronautes de l'ESA. Le processus de sélection comportait des tests scolaires, des évaluations de remise en forme et plusieurs entrevues. Peake a déménagé à Cologne avec sa famille pour sa formation de l'ESA.
Le 15 décembre 2015, il devient le premier Britannique à voler dans l'espace sans un contrat privé (Helen Sharman) ou citoyenneté américaine (Michael Foale, Piers Sellers et Nicholas Patrick).
Peake a été aquanaute à bord du laboratoire sous-marin Aquarius de la NASA, au cours de la mission NEEMO 16 d'exploration sous-marine, d'une durée de douze jours, débutée le 11 juin 2012,. L'équipage NEEMO 16 a réussi à plonger à 11:05 am le 11 juin. Dans la matinée du 12 juin, Peake et ses coéquipiers sont officiellement devenus aquanautes, après avoir passé plus de 24 heures sous l'eau.

## Vols réalisés
Il décolle à bord du Soyouz TMA-19M pour la Station spatiale internationale (ISS) le 15 décembre 2015 avec le commandant de bord russe Iouri Malentchenko et l'astronaute américain Timothy Kopra. Membre des expéditions 46 et 47, il effectue une sortie extravéhiculaire de 4h 11m le 15 janvier 2016 en compagnie de Timothy Kopra et revient sur Terre le 18 juin 2016.

## Marathonien de l'espace
Tim Peake a participé le 24 avril 2016 au 36e marathon de Londres depuis l'ISS, réalisant sur tapis roulant un temps de 3 heures 35 minutes et 21 secondes, ce qui constitue un record en tant que marathon réalisé sur orbite.

## Galerie

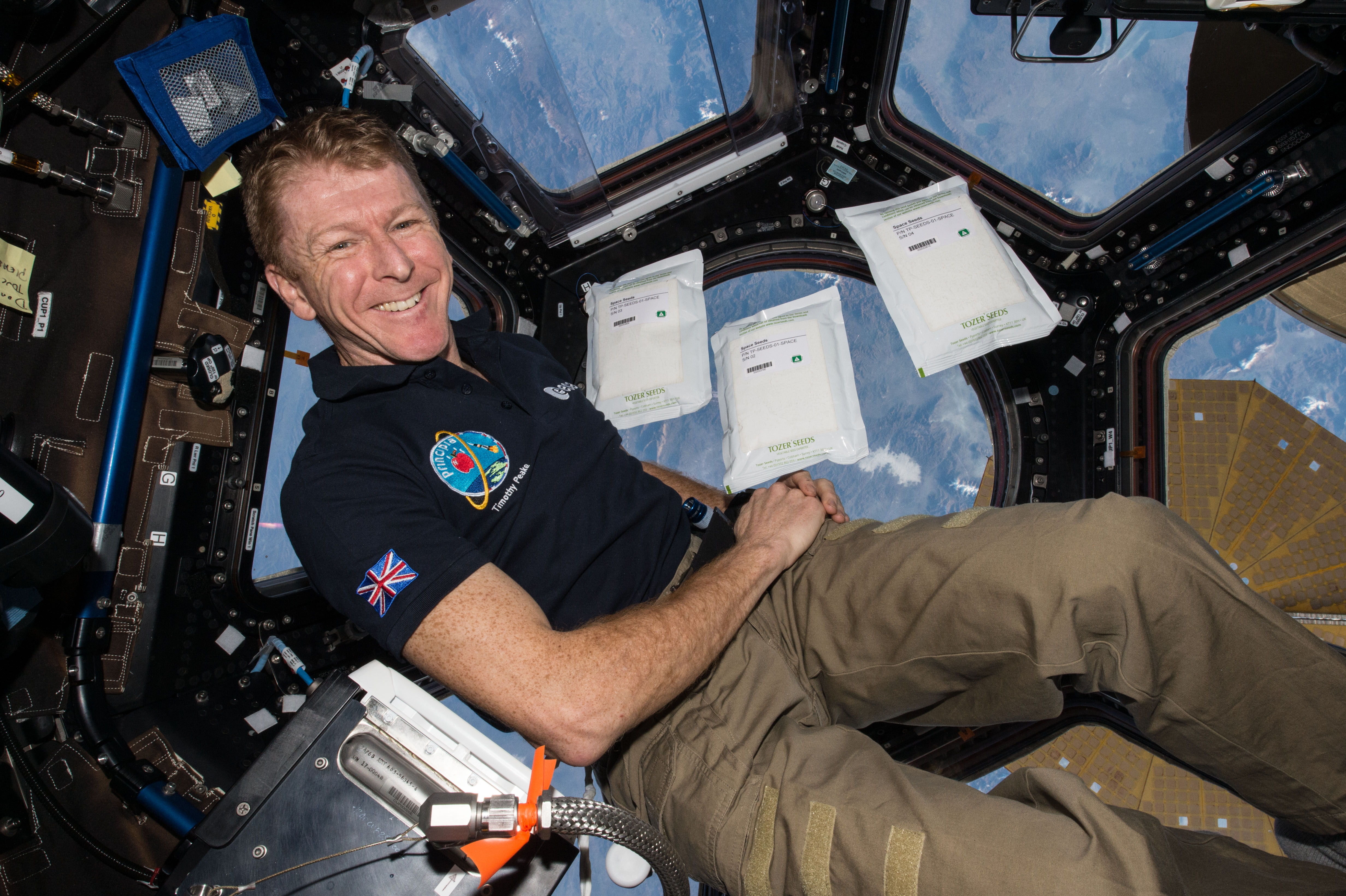
Lors de l'expédition 46, dans la Cupola de l'ISS.
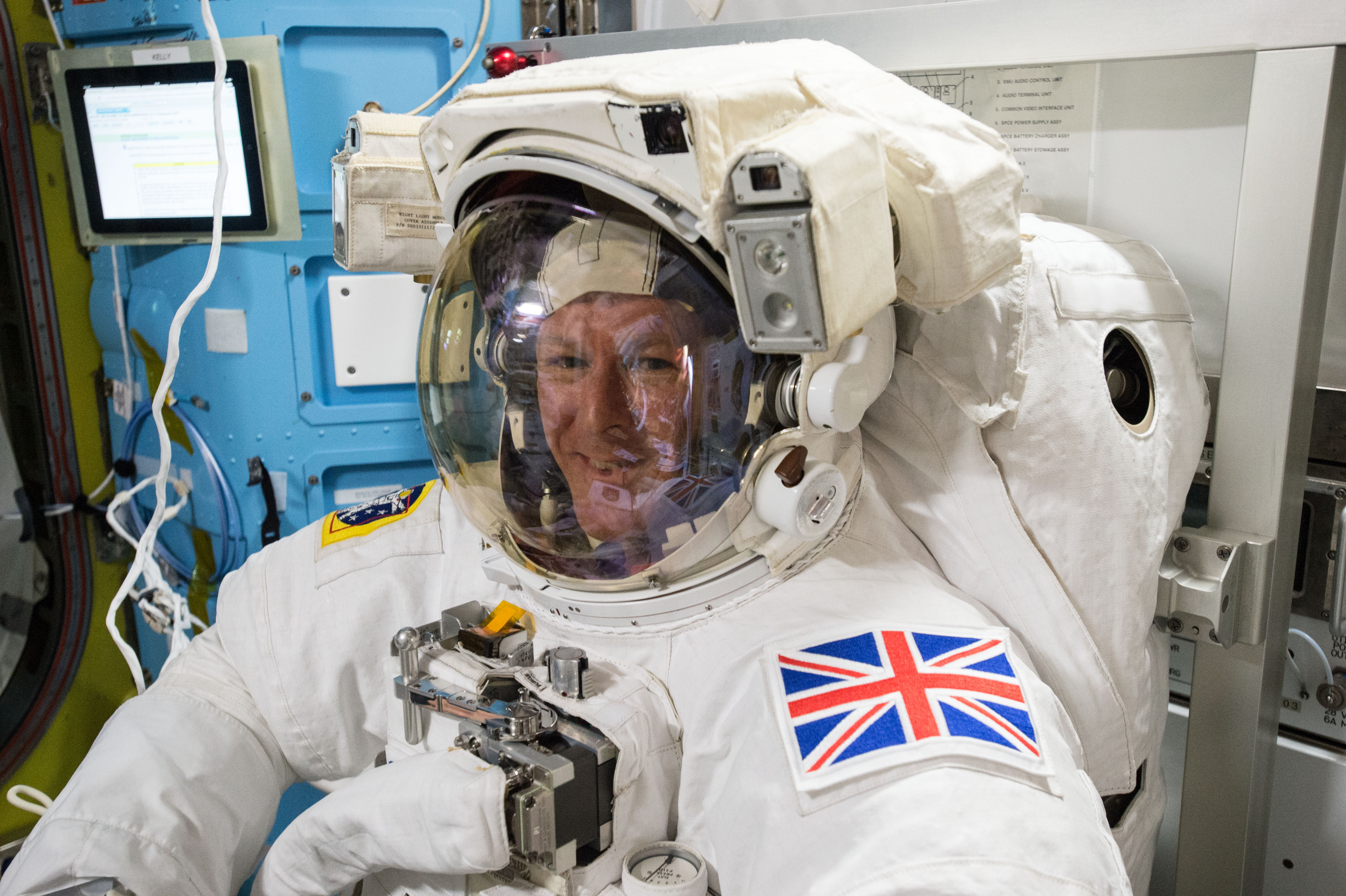
Avant sa sortie extravéhiculaire.